# شکلات شیری

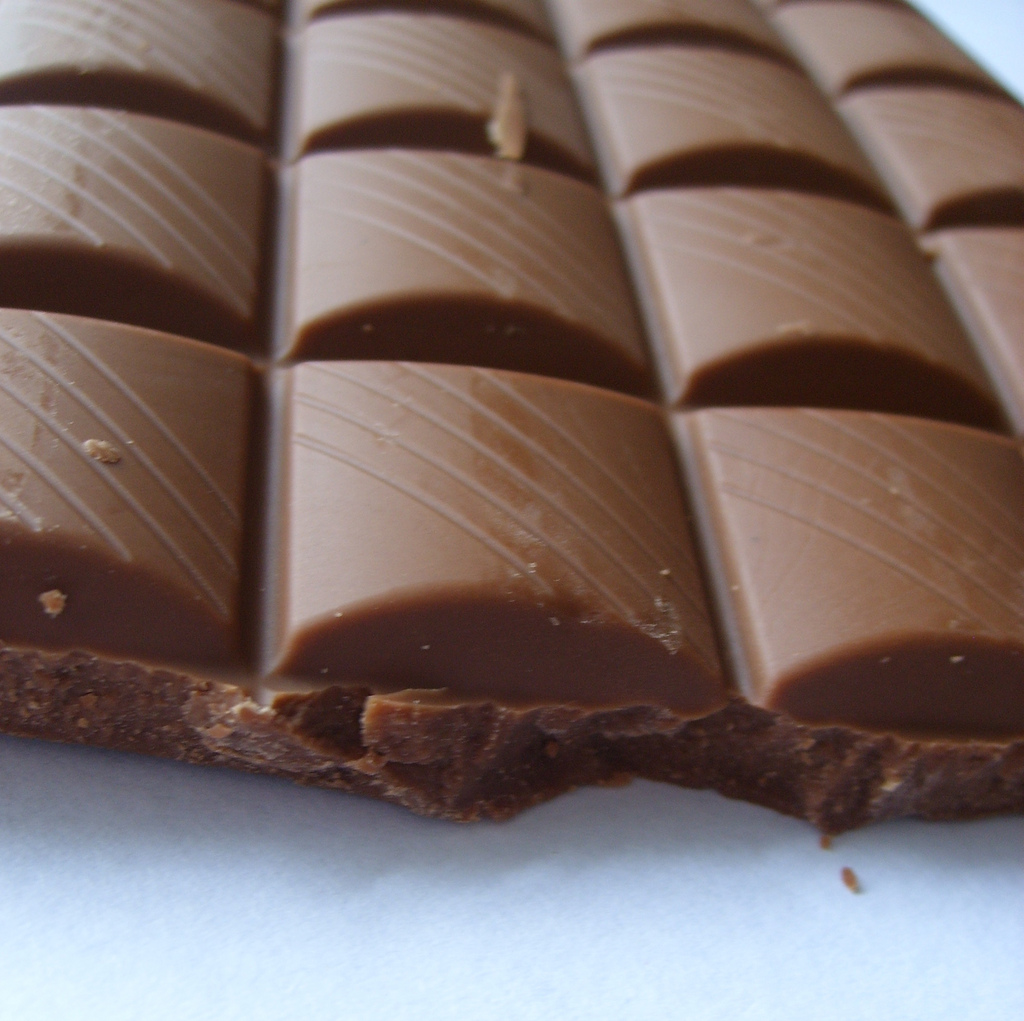
تصویر شکلات با موضوع ارتباط دارد

شکلات شیری نوعی از شکلات است که از درصد پایینتری از کاکائو و مقدار زیادی شکر به همراه شیر جوشانده شده یا شیر عسلی درست شده‌است که همه اینها باعث ایجاد یک طعم کاراملی در این شکلات می‌شود. مزه کلی این شکلات ملایمتر و شیرین‌تر از شکلات تلخ است. در سالهای اخیر به خاطر افزایش دادان به میزان سلامتی آن، مقدار کاکائو اضافه شده به این شکلات افزایش پیدا کرده‌است و در نتیجه مزه شیرینی آن هم کمتر شده‌است.
شکلات‌هایی که درصد کاکائو آنها بیشتر باشد، دارای ترکیباتی هستند که برای بدن انسان بسیار مفید هستند، بنابراین با توجه به میزان پایین کاکائو استفاده شده در شکلات شیری در مقایسه با شکلات تلخ، میزان خواص آن برای بدن انسان نیز بسیار پایین و حتی مضر می‌باشد. شکلات شیری باعث افزایش کالری، چاقی و قند خون و کلسترول می‌شود در حالی که شکلات تلخ برعکس باعث کاهش قند خون، لاغری و دارای کالری بسیار کمتری است و خواص بسیار بیشتری برای بدن انسان دارد.

## ارزش تغذیه‌ای[۳]
| انرژی               | ۵۳۵ کیلو کالری |
| ------------------- | -------------- |
| چربی کل             | ۳۰ گرم         |
| چربی اشباع          | ۱۹ گرم         |
| چربی چند اشباع نشده | ۱٫۴ گرم        |
| چربی تک اشباع نشده  | ۷ گرم          |
| کلسترول             | ۲۳ میلی‌گرم     |
| سدیم                | ۷۹ میلی‌گرم     |
| پتاسیم              | ۳۷۲ میلی‌گرم    |
| کربوهیدرات کل       | ۵۹ گرم         |
| فیبر غذایی          | ۳٫۴ گرم        |
| قند                 | ۵۲ گرم         |
| پروتئین             | ۸ گرم          |
| کافئین              | ۲۰ میلی‌گرم     |
| ویتامین آ           | ۱۹۵ IU         |
| کلسیم               | ۱۸۹ میلی‌گرم    |
| ویتامین دی          | ۰ میلی‌گرم      |
| ویتامین ب ۱۲        | ۰٫۸ میکرو گرم  |
| ویتامین ث           | ۰ میلی‌گرم      |
| آهن                 | ۲٫۴ میلی‌گرم    |
| ویتامین ب ۶         | ۰ میلی‌گرم      |
| منیزیم              | ۶۳ میلی‌گرم     |

این درصدها نسبی می‌باشند.